# Tapis d'Hereke

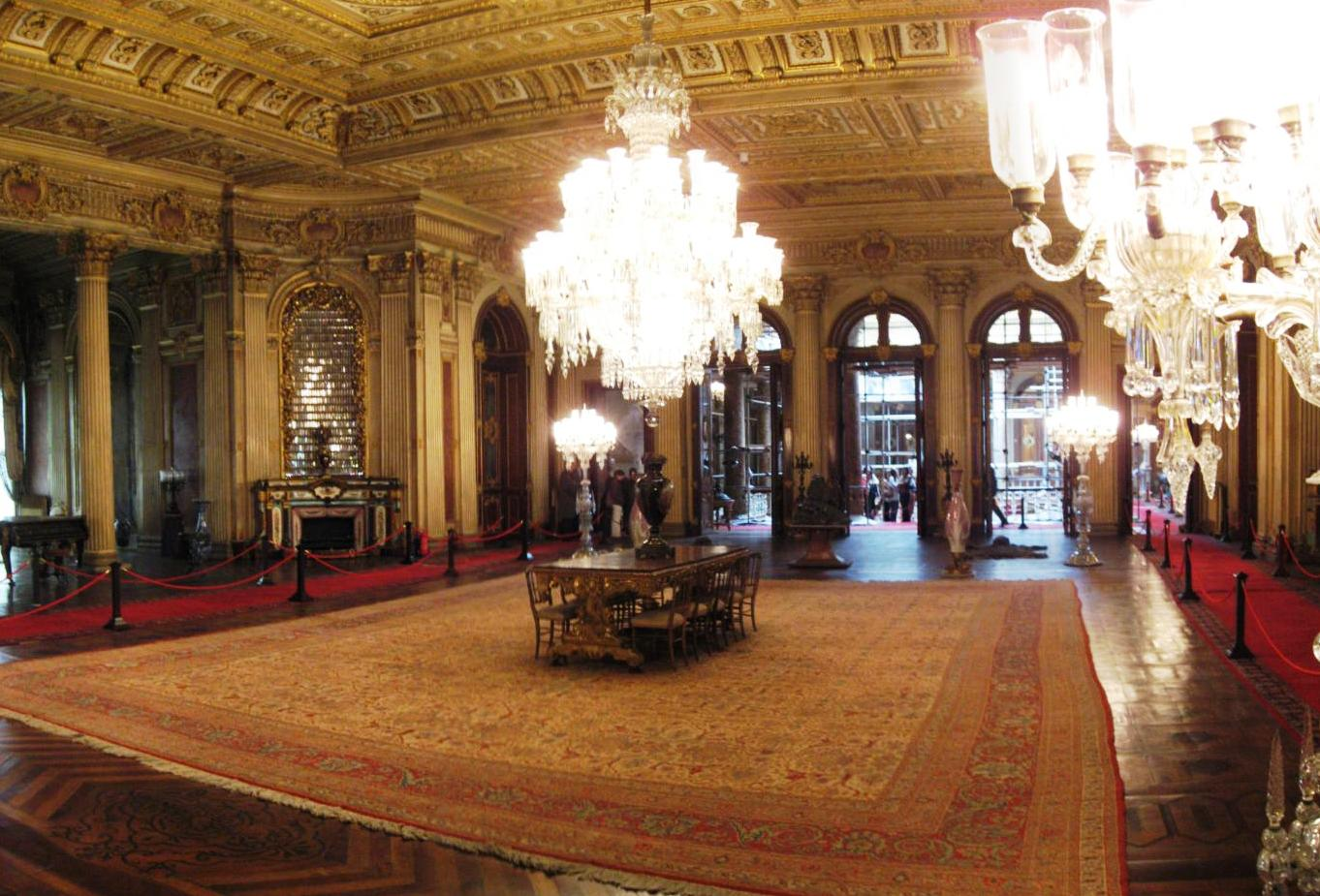
Tapis d'Hereke dans la Salle des Ambassadeurs du Palais de Dolmabahçe.

Les tapis d'Hereke sont des tapis uniquement produits à Hereke, une ville côtière de Turquie 
située à  60 kilomètres d'Istanbul. Les matériaux employés pour leur confection sont la soie, une 
combinaison de laine et de coton, et quelques fois des fils d'or ou d'argent.

## Description
Le Sultan ottoman Abdülmecid Ier fonda la Manufacture Impériale d'Hereke en 1841 afin de fournir 
tous les textiles nécessaires à la décoration de son nouveau Palais de Dolmabahçe sur le Bosphore.
Il rassembla les meilleurs artistes et tisserands de tout l'Empire dans cette ville, où ils commencèrent à 
produire des tapis de grande taille et de très haute qualité, avec des motifs uniques.
Après avoir achevé les travaux du Palais stambouliote, les Sultans utilisèrent la Manufacture pour offrir 
aux têtes couronnées, aux nobles et aux Hommes d'État ces tapis en guise de présent. Ce n'est qu'à partir 
de 1890 que les commerçants d'Istanbul purent vendre à la population ces pièces. Avec la fin de  
l'Empire ottoman la production d'Hereke a été fortement réduite durant la seconde moitié du XXe siècle. 
Seulement quelques tisserands perpétuèrent le savoir-faire des tapis ottomans.
En 1920, Hereke abrita une école de tapisserie financée par l'État. Des femmes aussi bien 
musulmanes que chrétiennes assistèrent aux cours donnés.
Les tapis d'Hereke sont typiquement larges, afin de convenir aux grandes superficies des salles de Palais. 
Ils sont composés de laine sur du coton, de poils de chameaux sur du coton, de la soie sur du coton ou 
intégralement en soie. La précision du double nœud (nœud turc) qui permet une présentation claire des 
modèles, des ensembles, des combinaisons de couleurs harmonieuses, a rendu ces tapis hautement précieux. 
Aujourd'hui, les tapis d'Hereke sont toujours confectionnés selon les modèles traditionnels inspirés par 
Abdülmecid Ier, mais également anatoliens, et figuratifs dans un style contemporain.

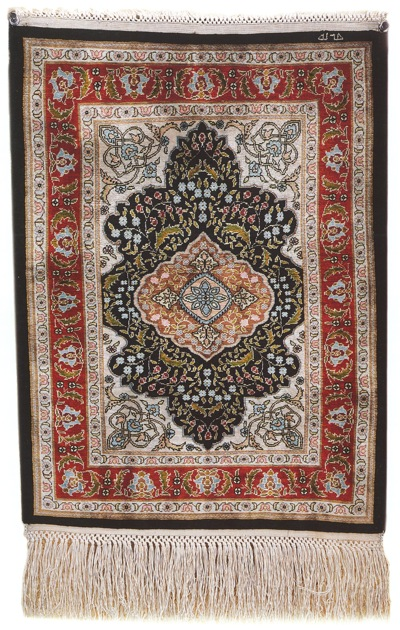
Tapis au motif traditionnel.
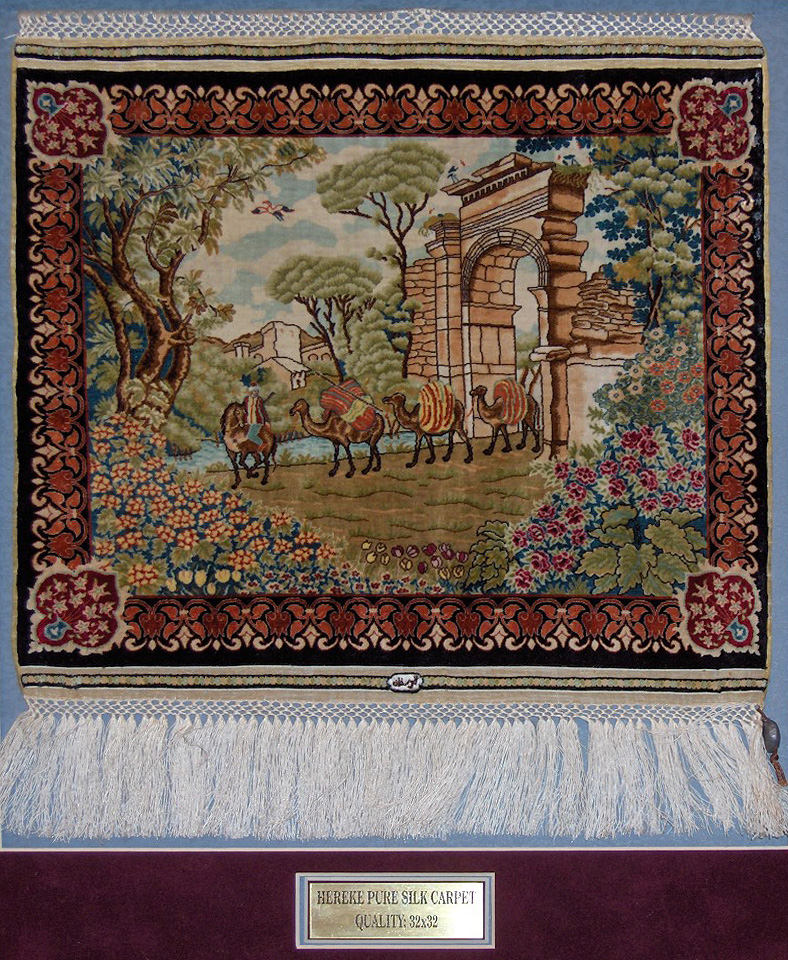
Tapis au motif figuratif contemporain.

## Source
- (en) Cet article est partiellement ou en totalité issu de l’article de Wikipédia en anglais intitulé « Hereke carpet » (voir la liste des auteurs).